# Богемская война женщин

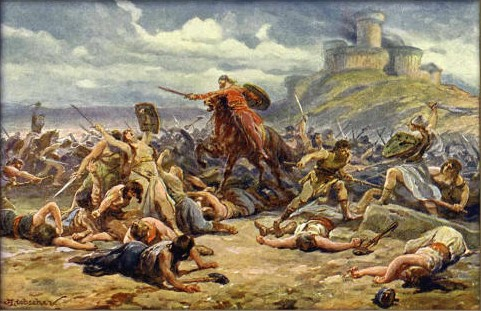
Картина Адольфа Либшера «Девичья война»

Богемская война женщин (чеш. Dívčí válka) — восстание, поднятое, по чешскому сказанию, после смерти королевы Любуши её подругой Властой около 740 года с целью основать в Чехии царство женщин.
Власта со своими последовательницами завладела крепостью Девин (напротив пражского Вышеграда) и несколько лет господствовала над окрестной территорией, пока не удалось хитростью и силой захватить крепость и положить конец её царствованию. Место, где девы во главе с Шаркой умертвили преследовавших их мужчин, теперь именуется Дивока Шарка.
Легенды о Шарке нашли отражение в одноимённых операх Фибиха и Яначека, в «Моей родине» Сметаны. В 2009 году на основе сказаний поставлен фильм «Королева славян».